# 조안나 글리슨
조애나 글리슨(Joanna Gleason, 영어 발음: /dʒoʊˈænə/, 1950년 7월 11일 ~ )은 캐나다의 배우이다.
토론토에서 태어났다.

## 출연 작품

### 영화
- 한나와 그 자매들 (1986)
- 제2의 연인 (1986)
- 범죄와 비행 (1989)
- 인투 더 우즈 (1991)
- 동행 (1991, The Boys)
- 에프 엑스 2 (1991, F/X2) - 리즈 케네디 역
- 행복의 방정식[1] (1992, For Richer, for Poorer)
- For the Love of Aaron (1994)
- 홀랜드 오퍼스 (1995) - 성인 거트루드 역
- 더 월 (1996, If These Walls Could Talk)
- 로드 엔드 (1997)
- 부기 나이트 (1997) - 더크의 엄마 역
- 아메리칸 퍼펙트 (1997, American Perfekt)
- 웨딩 플래너 (2001) - 도넬리 부인 역
- Fathers and Sons (2005)
- 처음 본 그녀에게 프로포즈하기 (2006, Wedding Daze) - 로이스 역
- 로스트 걸: 잃어버린 딸 (2007, The Girl in the Park)
- 마이 쎄시 걸 (2008) - 키티 샐리 역
- 내 친구의 사생활 (2008)
- 섹스 앤 더 시티 (2008)
- 사랑은 언제나 진행 중 (2009)
- 라스트베가스 (2013) - 미리엄 역
- 스켈리턴 트윈스 (2014) - 주디 역

### 텔레비전
- 신나는 개구쟁이 (1979)
- ER (1996)
- Tracey Takes On.... (1996-98)
- 킹 오브 더 힐 (1997-2004) - 애니메이션
- 프렌즈 (1999)
- 웨스트 윙 (2001-02)
- 굿 와이프 (2009-12)